# Stanley Back
Erik Olav Stanley Back, född 17 februari 1931 i Chicago, död 18 augusti 1982 i Visby (flygolycka), var en svensk arkitekt.
Back, som var son till byggnadssnickare Eric Back och Ina Lundström, avlade realexamen vid Mora högre allmänna läroverk 1947, ingenjörsexamen vid Norrköpings tekniska gymnasium 1951 och utexaminerades från Chalmers tekniska högskola 1959. Han blev arkitekt på länsarkitektkontoret i Falun 1959, i Härnösand 1961, biträdande distriktsarkitekt i Medelpads kommunalförbund för distriktsarkitekter i Sundsvall 1961 och var stadsarkitekt i Visby stad från 1964.